# Orgovány
Orgovány là một thị trấn thuộc hạt Bács-Kiskun, Hungary. Thị trấn này có diện tích 99,16 km², dân số năm 2010 là 3293 người, mật độ 33 người/km².